# BYD F3R
Der BYD F3R ist die Schrägheck-Version des BYD F3 des chinesischen Herstellers BYD Auto.
Der F3R bedient das in China nur wenig populäre Segment Schrägheck-Modelle. Das Modell verkaufte sich im ersten Halbjahr 2010 etwa 25.000 mal, während der F3 als Stufenheck-Version auf 108.000 Exemplare kam. Als Designvorlage diente der Toyota Corolla E120.
Zu den Ausstattungsmerkmalen gehören optional ein elektrisches Schiebedach, elektrisch verstellbare Außenspiegel und eine Einparkhilfe.